# Philodromus albolimbatus
Philodromus albolimbatus es una especie de araña cangrejo del género Philodromus, familia Philodromidae. Fue descrita científicamente por Thorell en 1895.

## Distribución
Esta especie se encuentra en Birmania.